# Constantin Brâncuși

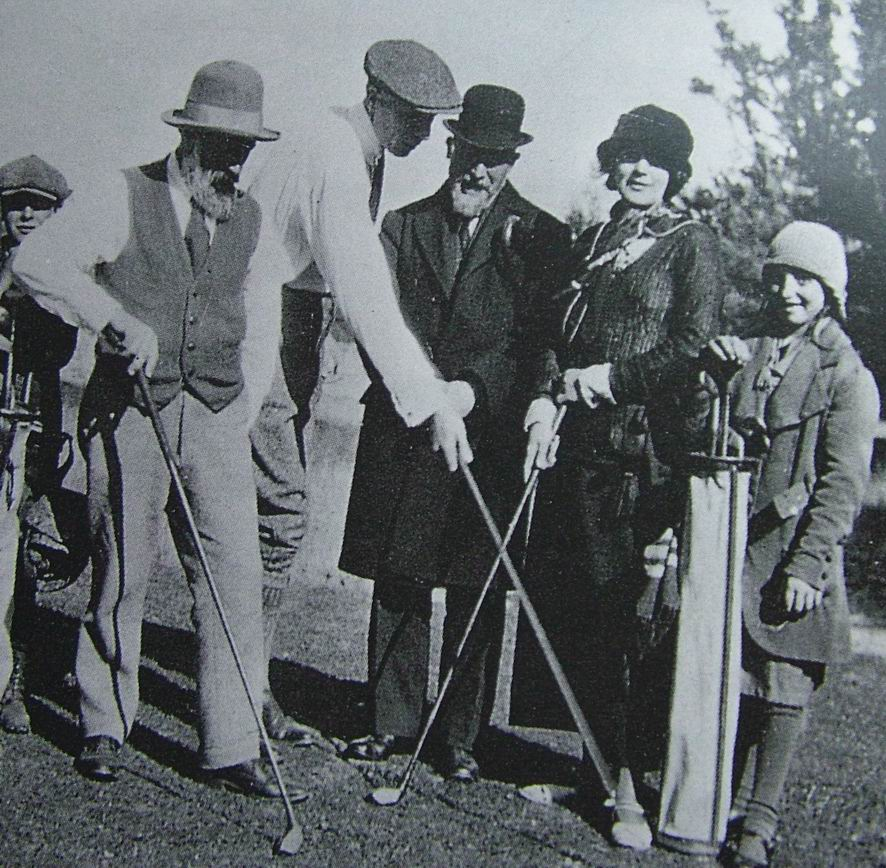
Constantin Brâncuși tillsammans med Henri-Pierre Roché, Erik Satie och Jeanne Robert Foster 1923

Constantin Brâncuși (rumänskt uttal: [konstan'tin brɨŋ'kuɕ], ung. [Konstantín Brynjkú(kj)] där (kj) motsvarar sje-ljudet i ’kjol’), född 19 februari 1876 i Hobița i Gorj i Rumänien, död 16 mars 1957 i Paris, var en rumänsk skulptör.

## Verk
Han skapade några av sina mest innovativa konstverk före första världskriget. Hans verk är så minimalistiska och abstrakta att de kan betraktas som modernistisk skulptur. 
I maj 2018 såldes en polerad bronsskulptur på snidad marmorsockel, La jeune fille sophistiquée (Portrait de Nancy Cunard) från 1932, för 71 miljoner dollar (inklusive avgifter) vid Christie's i New York, vilket innebar rekord vad gäller auktionspriser för konstnären.

## Om Brâncuși
- Fautrier målningar, Brancusi skulptur: september 1961 (utställningskatalog) (Stockholm: Svensk-franska konstgalleriet, 1961)
- Rötter: Brancusi och Rumänien (utställningskatalog) (Akademien för de fria konsterna, 1980)
- Björn Lövin: Om det personliga: en miljö (utställningskatalog) (Moderna museet, 1987)
- Till Brancusi (katalog: Sune Nordgren) (Malmö konsthall, 1994)
- Benjamin Fondane: Brancusi (översättning Dan Shafran och Åke Nylinder) (Ellerström, 2005)

## Utmärkelser
Asteroiden 6429 Brancusi är uppkallad efter honom.